# Davor Stier

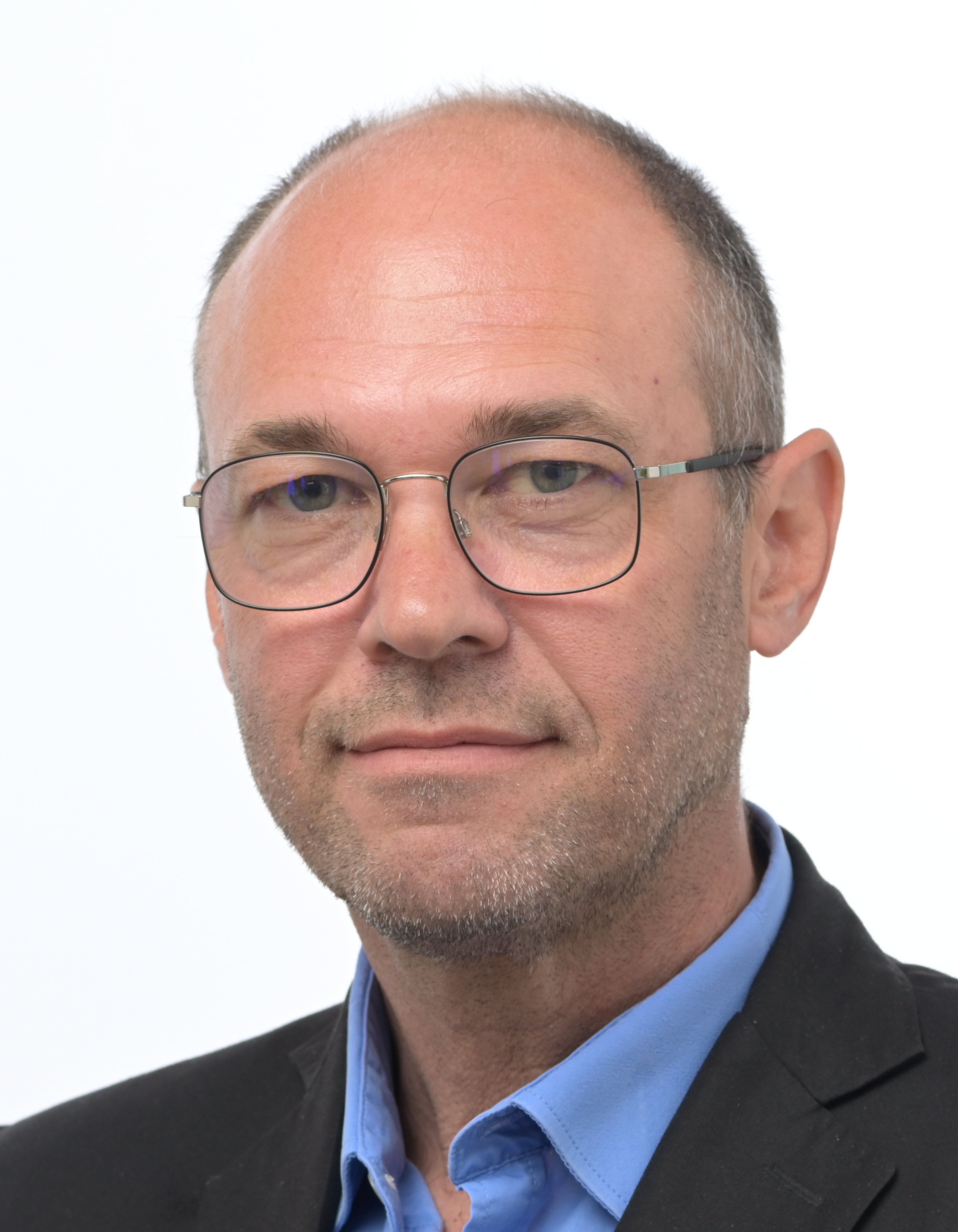
Davor Stier (2024)

Davor Ivo Stier (* 6. Januar 1972 in Buenos Aires) ist ein kroatischer Diplomat und Politiker der Kroatischen Demokratischen Union (HDZ). Vom 20. Oktober 2016 bis Juni 2017 war er Vize-Premier und Außenminister der Republik Kroatien in der Regierung von Andrej Plenković.

## Leben
Davor Ivo Stier wurde in eine Emigrantenfamilie aus Samobor geboren, die sich nach dem Ende des Zweiten Weltkrieges in Argentinien niedergelassen hatte. Sein Großvater war ein General der faschistischen Ustascha und persönlicher Referent des Ustascha-Generals Vjekoslav Luburić, der die Abteilung III des Geheimdienstes Ustaška nadzorna služba (UNS) leitete und für die kroatischen Konzentrationslager zuständig war. Nach dem Sieg der Alliierten über Hitler-Deutschland hatte er sich mit Hilfe des Vatikans nach Argentinien abgesetzt. Seine Mutter María Liliana (Maja) Lukac de Stier unterrichtet Philosophie an der Päpstlichen Katholischen Universität von Argentinien, wo sie mit dem späteren Papst Franziskus zusammenarbeitete.
Davor Ivo Stier studierte Politikwissenschaft, Internationale Beziehungen und Journalismus an der katholischen Universität von Argentinien. Außerdem absolvierte er die Diplomatische Akademie in Zagreb und einen Aufbaustudiengang über Krisenmanagement am World Politics Institute in Washington.
Im Rahmen seiner diplomatischen Karriere innerhalb des kroatischen Außenministeriums arbeitete er unter anderem in der Botschaft in den Vereinigten Staaten und in der Vertretung Kroatiens bei der NATO. Von 2008 bis 2011 war er außenpolitischer Berater der Premierminister Ivo Sanader und Jadranka Kosor. In diesen Funktionen engagierte er sich besonders für den Beitritt Kroatiens zur NATO und zur Europäischen Union.
Er ist verheiratet und hat drei Kinder.

## Politische Karriere
Stier war von 2011 bis 2013 Abgeordneter des kroatischen Parlaments. Dort war er unter anderem stellvertretender Vorsitzender des Ausschusses für Außenpolitik. Vor dem EU-Beitritt wurde er im April 2013 bei den ersten europäischen Wahlen in Kroatien zum Abgeordneten im Europäischen Parlament gewählt. Bei der Wahl im Mai 2014 wurde er wiedergewählt. Im Ausschuss für Entwicklung des Europäischen Parlaments war er Koordinator.
Dazu war er bis 2014 Sekretär für internationale Angelegenheiten der HDZ. Aufgrund von Meinungsverschiedenheiten wurde er vom damaligen HDZ-Vorsitzenden Tomislav Karamarko durch Miro Kovač ersetzt. Nach dem Rücktritt von Karamarko wurde er zum engsten Berater dessen Nachfolgers Andrej Plenković. Am 19. Oktober 2016 wurde er vom kroatischen Parlament als Vize-Premier und Außenminister der Republik Kroatien bestätigt. Im Juni 2017 trat er von beiden Posten zurück, blieb aber Mitglied des Sabor. Seit September/Oktober 2017 ist er auch HDZ-Delegierter in der Parlamentarischen Versammlung des Europarates. Er ist dort Mitglied und seit 24. Januar 2022 einer von 10 Vizepräsidenten der EVP-Fraktion.